# さんかく
『さんかく』は、2010年6月26日公開の日本映画。

## 概要
三角関係をテーマとしたラブストーリー。監督は、『机のなかみ』、『純喫茶磯辺』に続く自身のオリジナル脚本3作目となる吉田恵輔。主演は高岡蒼甫。初のヒロイン役となるAKB48の小野恵令奈は、この映画への出演をきっかけにAKB48から卒業し、改めて「女優」への決心を固めたという。
キャッチコピーは「好きになるのは、カンタン。好きでいるのは、ムズカシイ。」。
特典付前売券として劇中の写真3点をセットにした「さんかく」オモイデセットがプレゼントされた。携帯電話サイト『ベストヒットハリウッド+』でインタビューやアフレコシーンなどを収録した『さんかく 〜舞台裏日記〜』を配信、DVDとしても発売された。
ヒューマントラストシネマ渋谷、池袋テアトルダイヤほか初日7館（以降順次公開）と小規模公開ながら、ぴあ初日満足度ランキング（ぴあ映画生活調べ）で第6位となり、「映画芸術」誌の2010年日本映画ベストテンの第6位にも選ばれた。
また、第2回TAMA映画賞最優秀作品賞、第25回高崎映画祭若手監督グランプリ賞（吉田恵輔）、新藤兼人賞2010年度銀賞（吉田恵輔）、第20回日本映画プロフェッショナル大賞主演男優賞（高岡蒼甫）を受賞した。

## ストーリー
30歳の百瀬（高岡蒼甫）と29歳の佳代（田畑智子）は同棲して2年が経っている。付き合いたてような恋愛感情は既に無く、特に百瀬は、佳代との関係に代わり映えしない退屈さを感じ、態度や言葉の節々が無愛想になっていた。夏のある日、2人のもとに、佳代の妹で中学3年生（15歳）の桃（小野恵令奈）が、学校の夏休みを利用して転がり込んでくる。
百瀬と佳代は天真爛漫な桃のペースに振り回される。百瀬は桃がもたらす普段と違う雰囲気にうろたえる。夜中の桃のトイレの音が妙に気になったり、下着同然の部屋着姿でうろついたり、かわいく耳打ちしてきたりと、桃がやって来てからは落ち着かない日々を送る。さらに桃は、百瀬自慢のカスタムカーを褒めたり、喧嘩自慢話に目を見つめながら「桃は強い人、好きだよ」とつぶやいたり、百瀬の心を何かとくすぐる。そんな桃の態度に、百瀬は次第に惹かれてしまう。
2人のおかしな空気を感じてか、佳代は桃に釘を刺す。しかし、桃は「もしかして嫉妬してるの」と平然と訊くだけだった。ある晩、桃が友達の家に外泊する。男の家ではないかと心配する百瀬を横目に、久し振りに2人きりになれた佳代はキスをせがみ、面倒と思いながらキスをする百瀬に「前と違う、愛が無い」と怒る。夏休みも終わりに近づき、桃が実家に帰る前の晩、桃がいなくなる切なさで百瀬は思わず桃を抱きしめる。さらにその夜、眠れずトイレに立った百瀬と起きてきた桃は、自然とキスをする。
桃が実家に帰ってからも毎日桃のことで頭が一杯になっている百瀬は、佳代と喧嘩をする。佳代から衝動的に「一緒にいられない」と言われた百瀬は、佳代に別れを告げて家を飛び出す。佳代と別れてからも、百瀬は桃に電話をし続けるが、桃が電話に出ることは無かった。
一方、佳代は、百瀬への思いを断ち切れずにいた。百瀬の仕事場まで理由をつけては足を運び、百瀬に迷惑がられているにも拘わらず連絡を繰り返す。しかし、時間が経ち、そんな自分を反省した佳代もまた、実家に帰ることになる。一方の百瀬は、桃に会いたい衝動から、佳代もいる実家へと車を走らせる。
早朝、百瀬が佳代の実家の近くで車中で待機していると、桃が彼氏の自転車で二人乗りで現れる。桃は百瀬のところに挨拶に来るが、その後、彼氏に百瀬のことを説明したことから、彼氏が百瀬に、桃につきまとうなと警告し、百瀬を柔道の技で数回投げ飛ばす。本当は喧嘩が弱いせいなのか、或いは桃の手前、反撃を控えたのかは分からないが、百瀬は抵抗しない。桃も百瀬に、もう電話しないで欲しいと言う。
百瀬がその後も佳代の実家の前でうろうろしていると、買い物帰りの佳代が現れる。驚き訝る佳代を前にして百瀬はしゃがみ込み、自分の愚かさを繰り返し嘆き、悔いる。そして百瀬は佳代にやり直したいと言いかけるが、その時、桃の彼氏が再び現れ、桃に近づくなと再度、警告する。佳代は事情を呑み込めないままだが、いたたまれなくなった百瀬はそのまま車で走り去る。
翌朝、佳代と桃がゴミを出しに外に出ると、百瀬が家の前にいて、2人を代わる代わる見た後、佳代に対して何かを言おうとするところで映画は終わる。

## キャスト
百瀬
演 - 高岡蒼甫
30歳。釣具店の店員。人の前では粋がる自分が好きな男。後輩からは煩わしく思われているが気づけない。趣味は車のカスタム。
桃
演 - 小野恵令奈（当時AKB48）
15歳の中学3年生。佳代の妹。姉を「見本」に要領よく育った典型的な妹。姉のものは何でも欲しがる。
佳代
演 - 田畑智子
29歳。化粧品販売員の普通の女性。一にも二にも「百瀬が大好き」という生活を送る。要領のよい妹に少しジェラシーも抱く。
栗田
演 - 矢沢心
佳代の唯一の友人。ドリンク剤のマルチ・ビジネスに佳代を勧誘する。
桃の東京にいる先輩の彼女
演 - 大島優子（当時AKB48）
桃の先輩と同じファミリーレストランでアルバイトをしている。
桃の彼氏
演 - 太賀
佳代と桃の家の前で百瀬と偶然会い、「桃に近づくな」と百瀬に警告し、柔道技で百瀬を投げ飛ばす。
釣具店の店長
演 - 三島ゆたか
荻野目洋介
演 - 谷口一
釣具店での百瀬の後輩。佳代との同居を解消した百瀬を一時的に自宅に泊め、その後の百瀬の引っ越しを手伝う。忠実な後輩を演じているが、実は百瀬のことを嫌悪していて、後に百瀬に復讐する。
栗田の上司
演 - 矢崎まなぶ
栗田と一緒に佳代をドリンク剤のマルチ・ビジネスに勧誘する。
刑事
演 - 赤堀雅秋
佳代と桃の父
演 - 内藤トモヤ
栗田と佳代が一緒にマルチ・ビジネスに勧誘する相手
演 - 踊り子あり

## スタッフ
- 監督・脚本・照明 - 吉田恵輔
- 企画 - 石田雄治
- プロデューサー - 有重陽一、三浦剛、深津智男、曽我勉
- 助監督 - 長尾泰
- 撮影 - 志田貴之
- 美術 - 藤田徹
- 編集 - 松竹利郎
- 音楽 - 佐々木友理
- 主題歌 - 羊毛とおはな「空が白くてさ」
- 製作 - 日活、テレビ大阪
- 制作プロダクション - 日活撮影所、ジャンゴフィルム
- 協力プロダクション - フェイス・ワンダワークス
- 配給 - 日活

## 受賞
- 第2回TAMA映画賞最優秀作品賞
- 第25回高崎映画祭若手監督グランプリ：吉田恵輔
- 新藤兼人賞2010年度銀賞：吉田恵輔[1]
- 第20回日本映画プロフェッショナル大賞主演男優賞：高岡蒼甫